# Preludio e fuga BWV 862
Il preludio e fuga in la bemolle maggiore BWV 862, è una composizione per tastiera scritta da Johann Sebastian Bach.
Si tratta del preludio e fuga numero 17 del primo volume de Il clavicembalo ben temperato. È a quattro voci, in La bemolle maggiore e se il preludio è chiaramente in maggiore, la fuga tende molto spesso verso Fa minore, dandole un carattere più riflessivo e malinconico. Sembra essere scritta più per organo che per altri strumenti a tastiera e si potrebbe ritenere una composizione corale composta per una messa.